# Cota (higo)
Cota es un cultivar de higuera de tipo higo común Ficus carica, unífera (con una sola cosecha por temporada, los higos de otoño), con higos de epidermis con color de fondo verde, y con sobre color ligeramente verde, algo más oscuro sobre las costillas, con lenticelas en una cantidad intermedia de un tamaño mediano de color blanco. Se cultiva en la isla de Gran Canaria,  archipiélago de las Islas Canarias (España).

## Sinonimia
- “Gota” en el archipiélago canario,[3][5][6]
- “Moscatel”

## Historia
Según las crónicas de los primeros exploradores que llegaron al archipiélago de las islas Canarias, ya atestiguaron de la presencia de higueras y del consumo de higos en su dieta cotidiana, por parte de la población aborigen de Gran Canaria.
La variedad 'Cota' está localizada en la isla de Lanzarote, donde es conocida y cultivada, aunque en lugares muy localizados.
El « Instituto Canario de Investigaciones Agrarias » (ICIA), organismo autónomo dependiente del Gobierno de Canarias, en una iniciativa que se inscribe en el Programa de Cooperación Transnacional Madeira-Azores-Canarias (MAC 2007-2013), y en el proyecto AGRICOMAC, destinado a fomentar el uso de variedades tradicionales en el sector agrícola de la Macaronesia, estudia variedades de higuera con gran potencial productivo y comercial para la implantación de su cultivo en las islas Canarias.

## Características
La higuera 'Cota' es una variedad unífera de tipo higo común de una sola cosecha por temporada, los higos de otoño. Árbol de vigorosidad elevada, y un buen desarrollo en terrenos favorables, copa redondeada muy apretada. Sus hojas son de 3 lóbulos en su mayoría. Sus hojas son de base acorazonada, tienen un lóbulo central ancho, sin pequeños lóbulos laterales, y un grado de profundidad del lóbulo marcado; con Longitud x Anchura: 16,82 x 15,53 cm, siendo su área (en cm²) intermedia, con long. peciolo/long. hoja:0,36; con dientes presentes solo en los márgenes superiores, lóbulos completamente dentados, siendo el margen crenado; densidad de pelos en el haz escasa a intermedia y densidad de pelos en el envés intermedia, con nerviación ligeramente aparente y color verde; Peciolo de longitud mediana con un grosor 4,37 mm, forma redondeada color verde claro. 'Cota' tiene un desprendimiento de higos escaso, con un rendimiento productivo mediano y periodo de cosecha medio. La yema apical cónica de color verde amarillento.
Los frutos de la higuera 'Cota' tienen forma (indice) oblonga, la forma puede variar según la localización, siendo su diámetro máximo piriforme, con la forma en el ápice redondeada. Los higos son de tamaño grande con un peso promedio de 45,43 gr, sus frutos son simétricos en la forma, y uniformes en las dimensiones, sin frutos aparejados y sin formaciones anormales, cuello corto, cuya epidermis es media, de firmeza suave, color de fondo verde, y con sobre color ligeramente verde, algo más oscuro sobre las costillas, con lenticelas en una cantidad intermedia de un tamaño mediano de color blanco; Ostiolo de anchura mediana, gota de miel ausente, con escamas medianas de un color diferente al de la piel, adherencia escasa, semi adheridas a la piel, resistentes al desprendimiento media; Pedúnculo con forma corto grueso y longitud promedio de 9,44 mm; grietas longitudinales escasas; Costillas intermedias; con un grosor de la carne-receptáculo de 10,63 mm de una coloración intensa, con una pulpa de color rojo oscuro, sabor dulce, aromático, jugoso, con un % de sólidos solubles totales alto; con cavidad interna pequeña, con aquenios de un tamaño mediano a grande, en una cantidad alta; los frutos maduran sobre inicios de agosto a mediados de septiembre. Cosecha con rendimiento productivo mediano, y periodo de cosecha mediano.

## Cultivo
'Cota', se utiliza en alimentación humana, y en alimentación animal. Se está tratando de recuperar su cultivo en las islas Canarias.
El cultivo de las higueras en general dentro de España, Extremadura es la región con mayor superficie cultivada, en torno a las 5.300 hectáreas de un total de 11.629 has. Le siguen en extensión de cultivo islas Baleares con 2.287 has, Andalucía con 1.874 has, Galicia con 638 has, Comunidad Valenciana con 242 has, y Canarias con 290 has.